# دار العامري (أولاد رحمون)
دار العامري هو دُوَّار يقع بجماعة اترايبة، إقليم تازة، جهة فاس مكناس في المملكة المغربية. ينتمي الدوّار لمشيخة أولاد رحمون التي تضم 4 دواوير. يقدر عدد سكانه بـ 934 نسمة حسب الإحصاء الرسمي للسكان والسكنى لسنة 2004.

## روابط خارجية
- البوابة الوطنية للجماعات الترابية نسخة محفوظة 12 مارس 2018 على موقع واي باك مشين.
- المندوبية السامية للتخطيط